# Boiron de Morges
Pour les articles homonymes, voir Boiron.
Le Boiron de Morges est une rivière du canton de Vaud, en Suisse.

## Géographie
La rivière se jette dans le Léman entre Tolochenaz et Saint-Prex.

## Hydrologie
Depuis 2005, le Boiron de Morges est le théâtre d'un projet mené par la Direction générale de l'environnement du canton de Vaud qui vise à diminuer la quantité de produits phytosanitaires que transporte la rivière et à lui redonner une meilleure qualité biologique et chimique. La limite fixée par le canton est de 0,1 µg/l de produits phytosanitaires. Jusqu'en 2016, cette limite est encore dépassée 1 à 3 fois par année. Si l'amélioration de la qualité des eaux est un succès d'ici 2018, le canton espère porter son projet à l'ensemble de ses cours d'eau pollués.

## Maison de la Rivière
Un canal latéral issu du Boiron, dont il pompe 20 litres d'eau par seconde, s’écoule parallèlement à la rivière en direction de la Maison de la Rivière, un centre consacré à la vie aquatique alliant une station de recherche, une exposition permanente et un sentier didactique. Sur une centaine de mètres, le canal reconstitue les différents milieux aquatiques présents en Suisse. De plus, le canal permet d'amener l'eau dans l'enceinte et, dans une zone de recherche scientifique, en forme de "U", l'observation de diverses espèces de poissons locaux.